# Attrap
|  | Sammenskrivningsforslag Artiklen Lokkefugl er foreslået føjet ind i Attrap. (Siden november 2017) Diskutér forslaget |

En Attrap er en genstand, der efterligner noget virkeligt.
Attrapper er blevet anvendt i århundreder, ofte i forbindelse med jagt men også i krigstid samt ved udførelse af kriminelle handlinger og opklaring af samme.
En attrap i krig kan eksempelvis være en kampvogn eller kanon fremstillet i træ, konstrueret således den simulerer fysiske karakteristika af et virkeligt mål og hermed misinformerer og tiltrækker angreb.
Chaff, en form for attrap, er en foranstaltning som jammer en fjendtlig radar, som for modstanderen forårsager fejlagtige dispositioner, som kan være katastrofale for en aktuel mission.
Jægere anvender attrapper for at tiltrække et bytte, det kan eksempelvis være en kunstig and, som udsættes i en sø og hermed beroliger andre ænder, som hermed bliver et let mål.